# مرگ من (فیلم)
مرگ من (به انگلیسی: Death of Me) فیلمی محصول سال ۲۰۲۰ و به کارگردانی دارن لین بوسمن است. در این فیلم بازیگرانی همچون مگی کیو و لوک همسورث ایفای نقش کرده‌اند.